# Сергиевская слобода (Стрельна)
Се́ргиевская слобода́ (Ле́нино) — исторический район в Красносельском и Петродворцовом районах Санкт-Петербурга. Располагается вдоль Петергофского и Санкт-Петербургского шоссе примерно в 600 метрах в обе стороны от перекрёстка с проспектом Будённого.
Слобода возникла в XVIII веке вокруг Троице-Сергиевой пустыни (Стрельна, Санкт-Петербургское шоссе, 15).
В начале XX века район начал активно застраиваться дачами. С тех пор сохранилось только одно здание — двухэтажный дом на Санкт-Петербургском шоссе, 7. Часть территории Сергиевской слободы заняло огородничество «Макаровец».
Название слободе было дано по пустыни (монастырю). По той же причине был назван посёлок Сергиево, с которым Сергиевскую слободу связывает проспект Будённого (бывший Монастырский проспект).
В советское время в Сергиевской слободе был построен только один многоквартирный дом — № 13 по Санкт-Петербургскому шоссе. В середине XX века на Санкт-Петербургском шоссе, 17, были построены корпуса школы милиции. В целом застройка осталась дачной.
Западнее пустыни находится безымянный сквер площадью 3,49 гектара. А рядом с ним, в конце Гражданской улицы, — Сергиевское кладбище.
В послевоенное время южнее бывших дач, располагавшихся вдоль южной стороны Петергофского шоссе, был построен посёлок для сотрудников совхоза «Предпортовый». Это одноэтажные типовые шлакоблочные дома, каждый на две квартиры. В 1960-х годах на въезде в посёлок были построены четыре двухэтажных шлакоблочных дома (76, корпуса 1, 3, 5 и 7).
Тогда же, в 1960-х, западнее совхозного поселка был выстроен посёлок для военных. Он состоял из типовых двухэтажных щитовых домов (Петергофское шоссе, 82, корпуса 1—6). Посёлок был назван Ленино. В российское время их признали аварийными, расселили и в 2014 году должны были снести по заказу жилищного агентства Красносельского района. Сейчас эта территория застраивается девятиэтажными домами.